# Saade Vol. 1
Saade Vol. 1 är Eric Saades andra fullängdsalbum. Det släpptes den 29 juni 2011 såväl på CD som för nedladdning. 

## Låtlista
| Nr  | Titel                           | Kompositör                                                                                 | Längd |
| --- | ------------------------------- | ------------------------------------------------------------------------------------------ | ----- |
| 1.  | Timeless                        | Jason Gill, Robin Fredriksson, Mattias Larsson, Eric Saade                                 | 3:45  |
| 2.  | Hearts in the Air (feat. J-Son) | Eric Saade, Jason Gill, Robin Fredriksson, Julimar Santos                                  | 3:57  |
| 3.  | Me and My Radio                 | Mich "Cutfather" Hansen, Jason Gill, Daniel Davidsen, Engelina Larson, Brandon Beal, Remee | 3:54  |
| 4.  | Made of Pop                     | Jason Gill, Robin Fredriksson, Mattias Larsson, Eric Saade                                 | 3:23  |
| 5.  | Popular (Album Remix)           | Fredrik Kempe                                                                              | 3:06  |
| 6.  | Someone New                     | Jörgen Elofsson, Fredrik Thomander                                                         | 3:33  |
| 7.  | Killed By a Cop                 | Tobias Hanby, Fredrik Kempe, Eric Saade                                                    | 4:13  |
| 8.  | Big Love                        | Jörgen Elofsson, Fredrik Kempe, Fredrik Thomander                                          | 3:39  |
| 9.  | Stupid with You                 | Jason Gill, Fredrik Kempe, Robin Fredriksson, Eric Saade                                   | 3:46  |
| 10. | Echo                            | Jason Gill, Robin Fredriksson, Mattias Larsson, Eric Saade                                 | 3:21  |
| 11. | Still Loving It (bonus track)   | Eric Saade, Anton Malmberg Hård af Segerstad                                               | 3:43  |
| 12. | Popular (bonus track)           | Fredrik Kempe                                                                              | 3:00  |

## Medverkande
Peter Boström - Gitarr, bas, trummor;
Jason Gill - instrument, programmering, bakgrundssång

## Listplaceringar
| Lista (2011) | Topplacering |
| ------------ | ------------ |
| Finland      | 16           |
| Sverige      | 1            |

### Fotnoter
1. ↑  ”Listplacering”. http://finnishcharts.com/showitem.asp?interpret=Eric+Saade&titel=Saade+Vol%2E+1&cat=a. Läst 21 juli 2011.
2. ↑  ”Listplacering”. http://hitparad.se/showitem.asp?interpret=Eric+Saade&titel=Saade+Vol%2E+1&cat=a. Läst 21 juli 2011.